# Ляды (Дубровенский район)
Ляды́ (бел. Ляды́) — агрогородок (до 2008 г. — деревня) в Дубровенском районе Витебской области Беларуси. В составе Волевковского сельсовета.
Расположена возле государственной границы с Российской Федерацией. На территории деревни находится таможенный пост Республики Беларусь. Через Ляды проходит Старая Смоленская дорога.

## Физико-географическая характеристика

### Географическое положение
Ляды находятся в восточной части Республики Беларусь, на западном берегу реки Мерея.

### Растительность
Деревня окружена полями.

## История
В XVII веке село имело также второе название — Глебово и входило в состав Речи Посполитой — федерация Короны Королевства Польского и Великого княжества Литовского, на тракте между Москвой и Варшавой. Название Ляды происходит от славянского термина ляда — участок земли под пашню или сенокос, на котором высекли или выжгли лес или кустарник.
В 1772 году после первого раздела Речи Посполитой и присоединения значительной части её территории к Российской империи село вошло в состав новообразованной Могилёвской губернии Копысскому уезду.
Указом императрицы Екатерины II, от 1791 года вводилась Черта оседлости, до которой разрешалось селиться и торговать евреям. Местечко Ляды находилось как раз у самого края Черты оседлости, где евреям ещё разрешалось селиться и торговать.
В 1861 году Копысский уезд был упразднён и Ляды стали относиться к Горецкому уезду Могилёвской губернии.
На 1910 год согласно Списку населённых мест Могилёвской губернии, местечко Ляды принадлежало князю Евгению Евгениевичу Любомирскому, римско-католического вероисповедания. Общее число жителей — 5854 человека. Из них христиан 1150 чел. и евреев 4704 чел. Дворян и чиновников — 4 чел. Лиц духовного сословия — 2 чел. Купцов — 4 чел. Мещан — 4700 чел. Крестьян — 1144 чел. Каменных построек — 4 шт, 498 деревянных построек. Мощёных улиц — нет. Имелась — становая квартира, почтово-телеграфное отделение, мещанская управа и приёмный покой. Ярмарки 2 раза в год и по средам и пятницам — незначительные базары.
11 июля 1919 года Могилёвская губерния была упразднена, 9 её уездов вошли в Гомельскую губернию.
На границе с деревней Ляды у дороги стоит памятник — гранитный обелиск, поставленный в 1912 году в честь событий войны 1812 года. Надпись на нём сообщает, что тут перешли границу армии императора Наполеона, когда победоносно наступали в августе на Москву и отступали в ноябре после поражения: «В 1812 году войска императора Наполеона перешли здесь границу старой России 2 августа, наступая победоносно на Москву; 6 ноября отступая после тяжелого поражения».
По имени Ляд называют раби Шнеура Залмана из Ляд (1745—1813), основателя хасидского движения Хабад, поскольку с 1801 по 1812 года он сделал Ляды центром своей деятельности.
В 1924—1926 и 1954—1960 годах центр Ляднянского сельсовета. 27 сентября 1938 года Ляды получили статус посёлка городского типа. До 10 марта 1954 года Ляды имели статус городского посёлка.
В Лядах родился известный художник второй половины XIX века Сергей Константинович Зарянко (1818—1870).
В Лядах родился писатель-обериут Борис Левин (1904—1941).
В Лядах родился и прожил первые 16 лет своей жизни известный еврейский писатель, публицист и деятель сионизма Рувим Брайнин (1862—1939).
Во время Великой Отечественной войны, в июле 1941 г. Ляды были оккупированы силами Вермахта. СС создало на территории деревни еврейское гетто, которое 2 апреля 1942 г. было уничтожено. В убийствах принимали участия местные полицаи, украинские полицаи и, по воспоминаниям Тамаркина В. Л., будущие силы РОА (Российская освободительная армия окончательно сформировалась в 1943 г.).
В 2008 году деревня Ляды преобразована в агрогородок.

## Население
- 1999 год — 649 человек
- 2009 год — 486 человек
- 2019 год — 396 человек

## Инфраструктура
Отделение почтовой связи, комплексный приёмный пункт коммунального унитарного предприятия бытового обслуживания населения, торговые объекты.

## Культура
- Дом культуры
- Библиотека

## Достопримечательность
- Городище периода раннего железного века (V в. до н. э. — V в. н. э.) —  Историко-культурная ценность Республики Беларусь, шифр 213В000469.
- Братская могила[9]. Расположена в центре агрогородка. Скульптурный памятник (высота 4 м) на фоне обелиска (высота 5,5 м). Установлен в 1956 году.
- Храм Святого Духа.

### Памятник, скульптура
- Мемориальный знак в честь Отечественной войны 1812 года с надписью «В 1812 году войска императора Наполеона перешли здесь границу старой России 2 августа, наступая победоносно на Москву; 6 ноября отступая после тяжелого поражения».

Гранитный обелиск в агрогородке Ляды, через который проходит Старая Смоленская дорога, был установлен в 1912 году. 14 августа (2 августа по старому стилю) 1812 года французский маршал Мюрат с тремя кавалерийскими корпусами Груши, Монбрюна и графа Нансути численностью до 15 тысяч человек (16 кавалерийских полков) подошел к Лядам. Отсюда из деревни, находящейся ныне на границе Беларуси и России, началось наступление на город Красный при поддержке семи пехотных полков и многочисленной артиллерии. Сражение при Красном стало начальной вехой похода Наполеона на Москву.

## Галерея

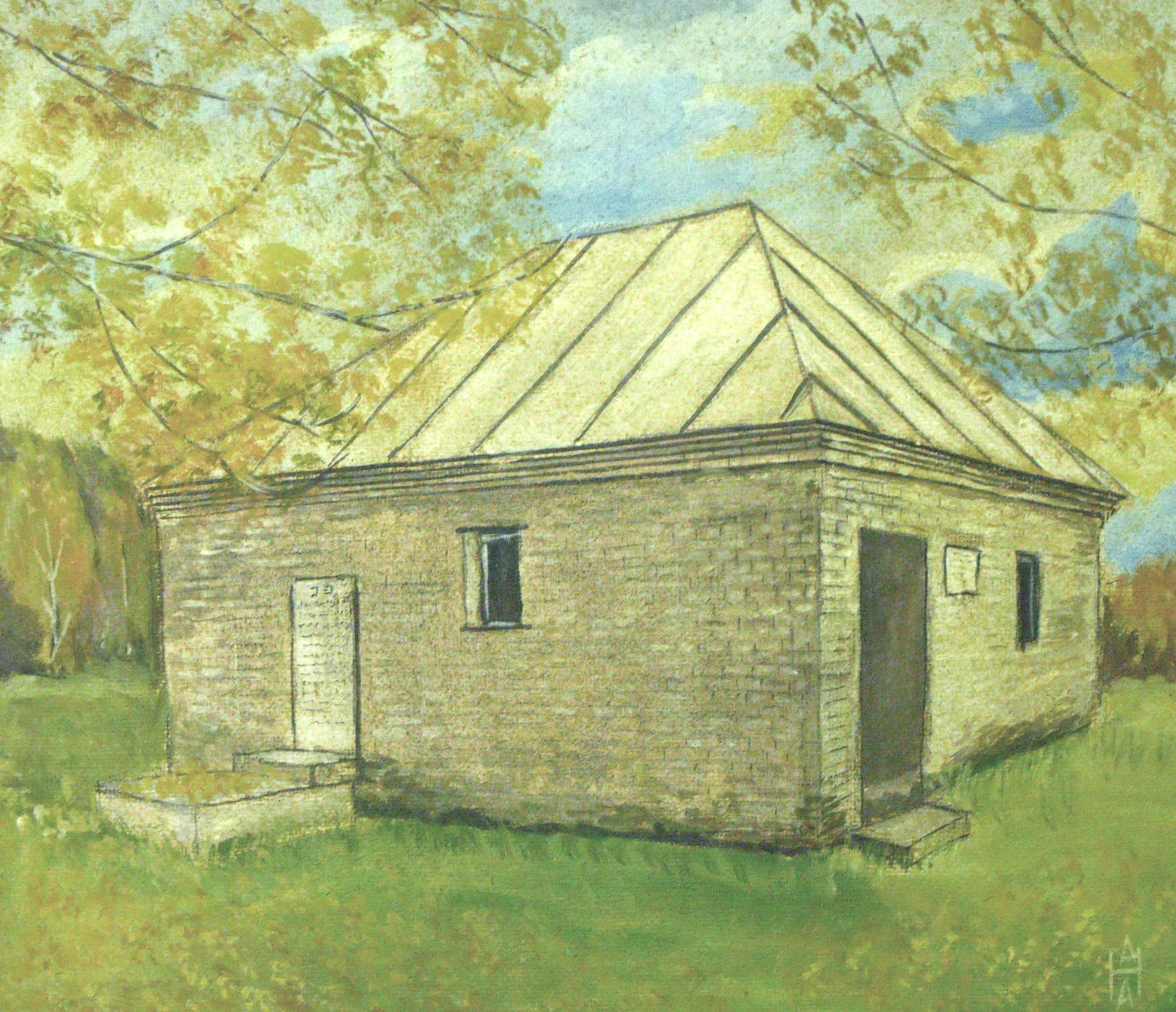
Ляды, усыпальница Шнеерсона. Художник А. Наливаев
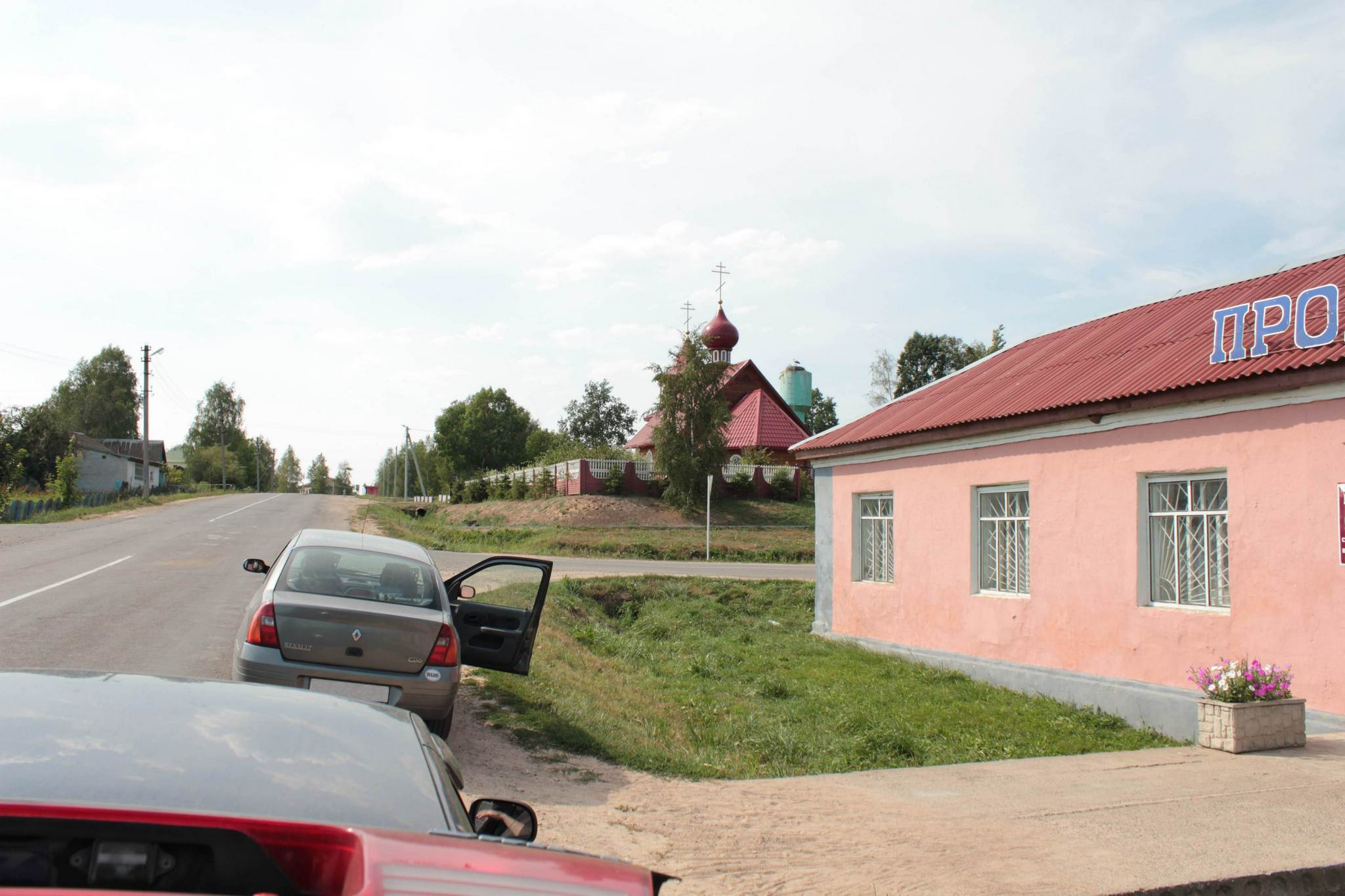
Вид на храм в д. Ляды и магазин. Дорога идёт на запад
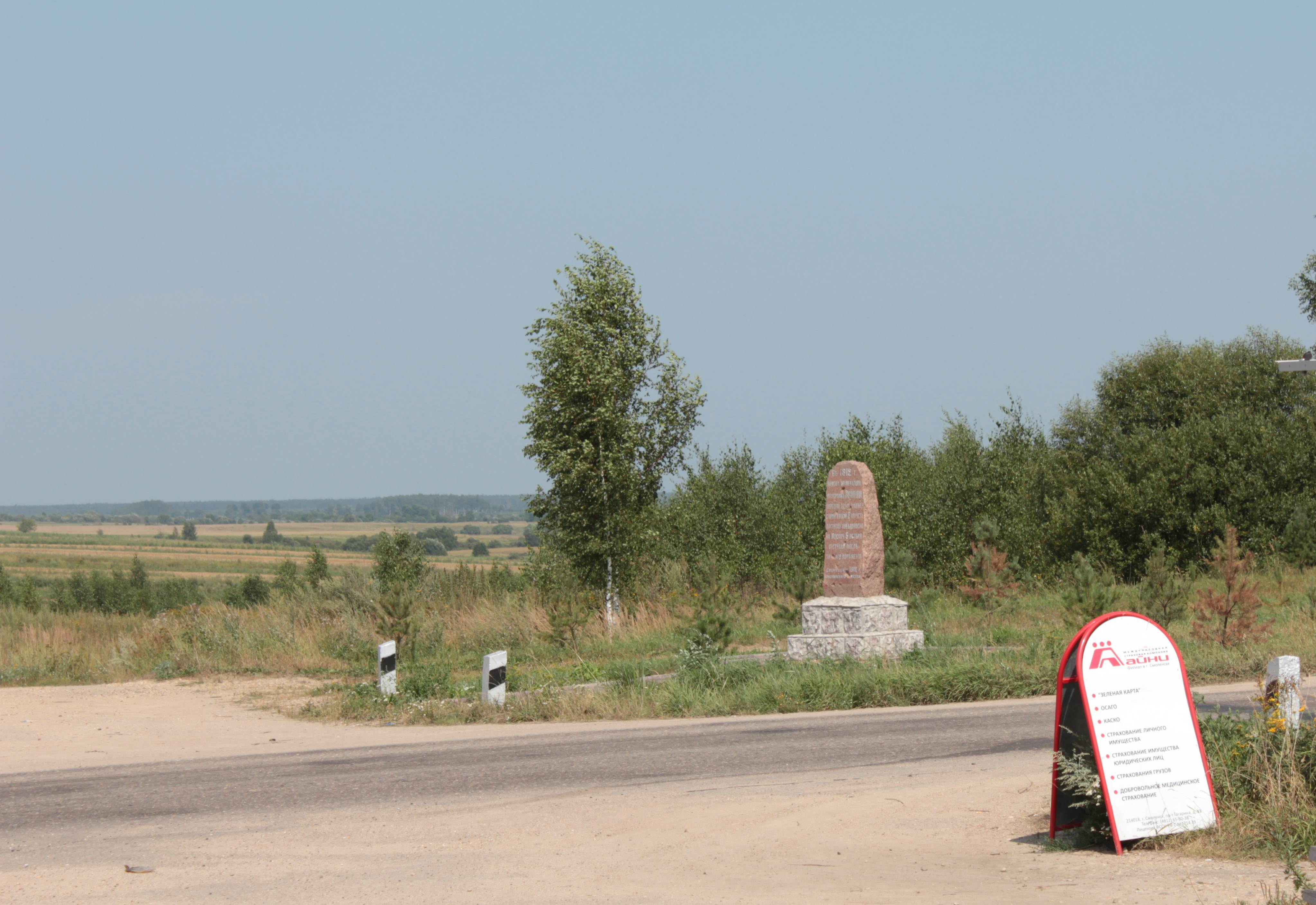
Вид на обелиск в честь событий войны 1812 года

## Известные лица
- Абрам Саулович Шевелев — советский учёный в области иммунологии и микробиологии
- Сергей Константинович Зарянко — живописец-портретист
- Борис Левин — советский писатель и сценарист
- Рувим Брайнин — писатель, публицист